# Grand Prix Abu Zabi 2019
Grand Prix Abu Zabi 2019, oficjalnie Formula 1 Etihad Airways Abu Dhabi Grand Prix 2019 – dwudziesta pierwsza i ostatnia runda Mistrzostw Świata Formuły 1 w sezonie 2019. Grand Prix odbyło się w dniach 29 listopada-1 grudnia 2019 roku na torze Yas Marina Circuit na wyspie Yas, Abu Zabi. Wyścig po starcie z pole position wygrał Lewis Hamilton (Mercedes), a na podium stanęli kolejno Max Verstappen (Red Bull) i Charles Leclerc (Ferrari).

## Lista startowa
| Nr | Kierowca           | Zespół                           | Samochód                      | Silnik           | Opony |
| -- | ------------------ | -------------------------------- | ----------------------------- | ---------------- | ----- |
| 3  | Daniel Ricciardo   | Renault F1 Team                  | Renault R.S.19                | Renault 1.6T V6  | P     |
| 4  | Lando Norris       | McLaren F1 Team                  | McLaren MCL34                 | Renault 1.6T V6  | P     |
| 5  | Sebastian Vettel   | Scuderia Ferrari Mission Winnow  | Ferrari SF90                  | Ferrari 1.6T V6  | P     |
| 7  | Kimi Räikkönen     | Alfa Romeo Racing                | Alfa Romeo C38                | Ferrari 1.6T V6  | P     |
| 8  | Romain Grosjean    | Rich Energy Haas F1 Team         | Haas VF-19                    | Ferrari 1.6T V6  | P     |
| 10 | Pierre Gasly       | Red Bull Toro Rosso Honda        | Toro Rosso STR14              | Honda 1.6T V6    | P     |
| 11 | Sergio Pérez       | SportPesa Racing Point F1 Team   | Racing Point RP19             | Mercedes 1.6T V6 | P     |
| 16 | Charles Leclerc    | Scuderia Ferrari Mission Winnow  | Ferrari SF90                  | Ferrari 1.6T V6  | P     |
| 18 | Lance Stroll       | SportPesa Racing Point F1 Team   | Racing Point RP19             | Mercedes 1.6T V6 | P     |
| 20 | Kevin Magnussen    | Rich Energy Haas F1 Team         | Haas VF-19                    | Ferrari 1.6T V6  | P     |
| 23 | Alexander Albon    | Aston Martin Red Bull Racing     | Red Bull RB15                 | Honda 1.6T V6    | P     |
| 26 | Daniił Kwiat       | Red Bull Toro Rosso Honda        | Toro Rosso STR14              | Honda 1.6T V6    | P     |
| 27 | Nico Hülkenberg    | Renault F1 Team                  | Renault R.S.19                | Renault 1.6T V6  | P     |
| 33 | Max Verstappen     | Aston Martin Red Bull Racing     | Red Bull RB15                 | Honda 1.6T V6    | P     |
| 44 | Lewis Hamilton     | Mercedes-AMG Petronas Motorsport | Mercedes AMG F1 W10 EQ Power+ | Mercedes 1.6T V6 | P     |
| 55 | Carlos Sainz Jr.   | McLaren F1 Team                  | McLaren MCL34                 | Renault 1.6T V6  | P     |
| 63 | George Russell     | ROKiT Williams Racing            | Williams FW42                 | Mercedes 1.6T V6 | P     |
| 77 | Valtteri Bottas    | Mercedes-AMG Petronas Motorsport | Mercedes AMG F1 W10 EQ Power+ | Mercedes 1.6T V6 | P     |
| 88 | Robert Kubica      | ROKiT Williams Racing            | Williams FW42                 | Mercedes 1.6T V6 | P     |
| 99 | Antonio Giovinazzi | Alfa Romeo Racing                | Alfa Romeo C38                | Ferrari 1.6T V6  | P     |
| Nr | Kierowca           | Zespół                           | Samochód                      | Silnik           | Opony |

## Wyniki

### Zwycięzcy sesji treningowych
Źródło: formula1.com
| Sesja | Nr | Kierowca        | Konstruktor | Czas     | Okr. |
| ----- | -- | --------------- | ----------- | -------- | ---- |
| 1     | 77 | Valtteri Bottas | Mercedes    | 1:36,957 | 23   |
| 2     | 77 | Valtteri Bottas | Mercedes    | 1:36,256 | 29   |
| 3     | 33 | Max Verstappen  | Red Bull    | 1:36,566 | 15   |

### Kwalifikacje
Źródło: formula1.com
| P                    | Nr | Kierowca           | Konstruktor  | Czasy w kwalifikacjach | Czasy w kwalifikacjach | Czasy w kwalifikacjach | Poz. s. |
| P                    | Nr | Kierowca           | Konstruktor  | Q1                     | Q2                     | Q3                     | Poz. s. |
| -------------------- | -- | ------------------ | ------------ | ---------------------- | ---------------------- | ---------------------- | ------- |
| 1                    | 44 | Lewis Hamilton     | Mercedes     | 1:35,851               | 1:35,634               | 1:34,779               | 1       |
| 2                    | 77 | Valtteri Bottas    | Mercedes     | 1:36,200               | 1:35,674               | 1:34,973               | 201     |
| 3                    | 33 | Max Verstappen     | Red Bull     | 1:36,390               | 1:36,275               | 1:35,139               | 2       |
| 4                    | 16 | Charles Leclerc    | Ferrari      | 1:36,478               | 1:35,543               | 1:35,219               | 3       |
| 5                    | 5  | Sebastian Vettel   | Ferrari      | 1:36,963               | 1:35,786               | 1:35,339               | 4       |
| 6                    | 23 | Alexander Albon    | Red Bull     | 1:36,102               | 1:36,718               | 1:35,682               | 5       |
| 7                    | 4  | Lando Norris       | McLaren      | 1:37,545               | 1:36,764               | 1:36,436               | 6       |
| 8                    | 3  | Daniel Ricciardo   | Renault      | 1:37,106               | 1:36,785               | 1:36,456               | 7       |
| 9                    | 55 | Carlos Sainz Jr.   | McLaren      | 1:37,358               | 1:36,308               | 1:36,459               | 8       |
| 10                   | 27 | Nico Hülkenberg    | Renault      | 1:37,506               | 1:36,859               | 1:36,710               | 9       |
| 11                   | 11 | Sergio Pérez       | Racing Point | 1:36,961               | 1:37,055               |                        | 10      |
| 12                   | 10 | Pierre Gasly       | Toro Rosso   | 1:37,198               | 1:37,089               |                        | 11      |
| 13                   | 18 | Lance Stroll       | Racing Point | 1:37,528               | 1:37,103               |                        | 12      |
| 14                   | 26 | Daniił Kwiat       | Toro Rosso   | 1:37,683               | 1:37,141               |                        | 13      |
| 15                   | 20 | Kevin Magnussen    | Haas         | 1:37,710               | 1:37,254               |                        | 14      |
| 16                   | 8  | Romain Grosjean    | Haas         | 1:38,051               |                        |                        | 15      |
| 17                   | 99 | Antonio Giovinazzi | Alfa Romeo   | 1:38,114               |                        |                        | 16      |
| 18                   | 7  | Kimi Räikkönen     | Alfa Romeo   | 1:38,383               |                        |                        | 17      |
| 19                   | 63 | George Russell     | Williams     | 1:38,717               |                        |                        | 18      |
| 20                   | 88 | Robert Kubica      | Williams     | 1:39,236               |                        |                        | 19      |
| 107% czasu: 1:42,561 |    |                    |              |                        |                        |                        |         |

Uwagi
- 1 – Valtteri Bottas otrzymał karę cofnięcia na koniec stawki za wymianę elementów silnika ponad regulaminowy limit.

### Wyścig
Źródło: formula1.com
| P  | Nr | Kierowca           | Konstruktor  | Okr. | Czas         | Start | +/−       | Punkty |
| -- | -- | ------------------ | ------------ | ---- | ------------ | ----- | --------- | ------ |
| 1  | 44 | Lewis Hamilton     | Mercedes     | 55   | 1:34:05,715  | 1     | Bez zmian | 261    |
| 2  | 33 | Max Verstappen     | Red Bull     | 55   | +16,772      | 2     | Bez zmian | 18     |
| 3  | 16 | Charles Leclerc    | Ferrari      | 55   | +43,435      | 3     | Bez zmian | 15     |
| 4  | 77 | Valtteri Bottas    | Mercedes     | 55   | +44,379      | 20    | 16        | 12     |
| 5  | 5  | Sebastian Vettel   | Ferrari      | 55   | +1:04,357    | 4     | 1         | 10     |
| 6  | 23 | Alexander Albon    | Red Bull     | 55   | +1:09,205    | 5     | 1         | 8      |
| 7  | 11 | Sergio Pérez       | Racing Point | 54   | +1 okrążenie | 10    | 3         | 6      |
| 8  | 4  | Lando Norris       | McLaren      | 54   | +1 okrążenie | 6     | 2         | 4      |
| 9  | 26 | Daniił Kwiat       | Toro Rosso   | 54   | +1 okrążenie | 13    | 4         | 2      |
| 10 | 55 | Carlos Sainz Jr.   | McLaren      | 54   | +1 okrążenie | 8     | 2         | 1      |
| 11 | 3  | Daniel Ricciardo   | Renault      | 54   | +1 okrążenie | 7     | 4         |        |
| 12 | 27 | Nico Hülkenberg    | Renault      | 54   | +1 okrążenie | 9     | 3         |        |
| 13 | 7  | Kimi Räikkönen     | Alfa Romeo   | 54   | +1 okrążenie | 17    | 4         |        |
| 14 | 20 | Kevin Magnussen    | Haas         | 54   | +1 okrążenie | 14    | Bez zmian |        |
| 15 | 8  | Romain Grosjean    | Haas         | 54   | +1 okrążenie | 15    | Bez zmian |        |
| 16 | 99 | Antonio Giovinazzi | Alfa Romeo   | 54   | +1 okrążenie | 16    | Bez zmian |        |
| 17 | 63 | George Russell     | Williams     | 54   | +1 okrążenie | 18    | 1         |        |
| 18 | 10 | Pierre Gasly       | Toro Rosso   | 53   | +2 okrążenia | 11    | 7         |        |
| 19 | 88 | Robert Kubica      | Williams     | 53   | +2 okrążenia | 19    | Bez zmian |        |
| NS | 18 | Lance Stroll       | Racing Point | 45   | NU (hamulce) | 12    |           |        |

Uwagi
- 1 – Jeden dodatkowy punkt jest przyznawany kierowcy, który ustanowił najszybsze okrążenie w wyścigu, pod warunkiem, że ukończył wyścig w pierwszej 10.

### Najszybsze okrążenie
Źródło: formula1.com
| Nr | Kierowca       | Konstruktor | Czas     | Okr. |
| -- | -------------- | ----------- | -------- | ---- |
| 44 | Lewis Hamilton | Mercedes    | 1:39,283 | 53   |

## Klasyfikacja po wyścigu

### Kierowcy
| P  | +/− | Kierowca           | Starty | Punkty | P1 | P2 | P3 | PP | NO | NS |
| -- | --- | ------------------ | ------ | ------ | -- | -- | -- | -- | -- | -- |
| 1  | 0   | Lewis Hamilton     | 21     | 413    | 11 | 4  | 2  | 5  | 6  | –  |
| 2  | 0   | Valtteri Bottas    | 21     | 326    | 4  | 7  | 4  | 5  | 3  | 2  |
| 3  | 0   | Max Verstappen     | 21     | 278    | 3  | 2  | 4  | 2  | 3  | 2  |
| 4  | 0   | Charles Leclerc    | 21     | 264    | 2  | 2  | 6  | 7  | 4  | 2  |
| 5  | 0   | Sebastian Vettel   | 21     | 240    | 1  | 5  | 3  | 2  | 2  | 2  |
| 6  | +1  | Carlos Sainz Jr.   | 21     | 96     | –  | –  | 1  | –  | –  | 3  |
| 7  | −1  | Pierre Gasly       | 21     | 95     | –  | 1  | –  | –  | 2  | 1  |
| 8  | 0   | Alexander Albon    | 21     | 92     | –  | –  | –  | –  | –  | 1  |
| 9  | 0   | Daniel Ricciardo   | 21     | 54     | –  | –  | –  | –  | –  | 5  |
| 10 | 0   | Sergio Pérez       | 21     | 52     | –  | –  | –  | –  | –  | 2  |
| 11 | 0   | Lando Norris       | 21     | 49     | –  | –  | –  | –  | –  | 4  |
| 12 | 0   | Kimi Räikkönen     | 21     | 43     | –  | –  | –  | –  | –  | 2  |
| 13 | +1  | Daniił Kwiat       | 21     | 37     | –  | –  | 1  | –  | –  | 3  |
| 14 | −1  | Nico Hülkenberg    | 21     | 37     | –  | –  | –  | –  | –  | 3  |
| 15 | 0   | Lance Stroll       | 21     | 21     | –  | –  | –  | –  | –  | 2  |
| 16 | 0   | Kevin Magnussen    | 21     | 20     | –  | –  | –  | –  | 1  | 2  |
| 17 | 0   | Antonio Giovinazzi | 21     | 14     | –  | –  | –  | –  | –  | 1  |
| 18 | 0   | Romain Grosjean    | 21     | 8      | –  | –  | –  | –  | –  | 7  |
| 19 | 0   | Robert Kubica      | 21     | 1      | –  | –  | –  | –  | –  | 2  |
| 20 | 0   | George Russell     | 21     | 0      | –  | –  | –  | –  | –  | 2  |
| P  | +/− | Kierowca           | Starty | Punkty | P1 | P2 | P3 | PP | NO | NS |

### Konstruktorzy
| P  | +/− | Konstruktor               | Starty | Punkty | P1 | P2 | P3 | PP | NO | NS |
| -- | --- | ------------------------- | ------ | ------ | -- | -- | -- | -- | -- | -- |
| 1  | 0   | Mercedes                  | 42     | 739    | 15 | 11 | 6  | 10 | 9  | 2  |
| 2  | 0   | Ferrari                   | 42     | 504    | 3  | 7  | 9  | 9  | 6  | 4  |
| 3  | 0   | Red Bull Racing-Honda     | 42     | 417    | 3  | 2  | 4  | 2  | 5  | 3  |
| 4  | 0   | McLaren-Renault           | 42     | 145    | –  | –  | 1  | –  | –  | 7  |
| 5  | 0   | Renault                   | 42     | 91     | –  | –  | –  | –  | –  | 8  |
| 7  | 0   | Scuderia Toro Rosso-Honda | 42     | 85     | –  | 1  | 1  | –  | –  | 4  |
| 6  | 0   | Racing Point-BWT Mercedes | 42     | 73     | –  | –  | –  | –  | –  | 4  |
| 8  | 0   | Alfa Romeo Racing-Ferrari | 42     | 57     | –  | –  | –  | –  | –  | 3  |
| 9  | 0   | Haas-Ferrari              | 42     | 28     | –  | –  | –  | –  | 1  | 9  |
| 10 | 0   | Williams-Mercedes         | 42     | 1      | –  | –  | –  | –  | –  | 4  |
| P  | +/− | Konstruktor               | Starty | Punkty | P1 | P2 | P3 | PP | NO | NS |